# Бакау
Бакау (англ. Bakau) — город на северо-западе Гамбии. Расположен на побережье Атлантического океана в 12 км к западу от столицы государства, Банжула. Название города с языка мандинка переводится как «морской берег». Является крупным туристическим центром, известным благодаря крокодиловому пруду Качикалли, ботаническому саду и пляжам на мысе Кейп-Пойнт (или Сент-Мэрис).
В городе расположен футбольный стадион «Индепенденс», вмещающий до 30 тысяч зрителей.